# Brasiliellinae
Brasiliellinae es una subfamilia de foraminíferos bentónicos de la familia Squamulinidae, de la superfamilia Squamulinoidea, del suborden Miliolina y del orden Miliolida. Su rango cronoestratigráfico abarca el Cretácico superior.

## Clasificación
Brasiliellinae incluye al siguiente género:
- Brasiliella †